# Myzomorphus herteli
Myzomorphus herteli là một loài bọ cánh cứng trong họ Cerambycidae.